# Método da exaustão
Este artigo é sobre o método para se encontrar a área de uma figura usando limites. Para o método de prova, veja prova por exaustão.
O método da exaustão é um método para se encontrar a área de uma figura inscrevendo-se dentro dela uma sequência de polígonos cuja soma das áreas converge para a área da figura desejada. Se a sequência for corretamente construída, a diferença entre o n-ésimo polígono e a figura que os contém se tornará arbitrariamente pequena a medida que n se tornar grande. A medida que essa diferença se torna arbitrariamente pequena, os valores possíveis para a área da figura são sistematicamente "exauridos" pela limitação inferior imposta pelos polígonos cada vez maiores. A ideia teve origem com Antífon, apesar de que não está inteiramente claro quão bem ele a entendeu. A teoria foi colocada em termos rigorosos por Eudoxo de Cnido, que formalizou os teoremas apresentados pela primeira vez por Demócrito, e isso só foi possível depois que Eudoxo elaborou sua teoria das proporções, para se desvencilhar da manipulação dos irracionais. O primeiro uso da expressão foi feito por Grégoire de Saint-Vincent na obra Opus geometricum quadraturae circuli et sectionum coni, de 1647.
O método da exaustão tipicamente requeria uma forma de prova por contradição, conhecida por reductio ad absurdum. Isso se resume a encontrar a área de uma região primeiro comparando-a à área de uma segunda região (que podia ser "exaurida" de forma que se aproximasse da verdadeira área). A prova requer que se assuma que a área verdadeira seja maior que a segunda área e então provar que aquele suposição é falsa então assumindo que a verdadeira área é menor que a segunda em seguida provando que essa asserção também é falsa. Esse tipo de prova é não-construtiva de forma que a resposta deve ser conhecida de antemão.
O método da exaustão é visto como precursor dos métodos do cálculo. O desenvolvimento da geometria analítica e do cálculo integral rigorosos nos séculos XVII-XIX (em particular uma definição rigorosa de limite) incorporou o método da exaustão, de forma que ele não é mais usado explicitamente para resolver problemas.
Arquimedes usou o método para calcular uma aproximação de π, preenchendo o círculo com polígonos de um número cada vez maior de lados. O quociente formado pela área desses polígonos dividido pelo quadrado do raio do círculo pode ser feito arbitrariamente próximo do real valor de π a medida que se aumenta o número de lados do polígono.
Outros resultados que ele obteve com o método da exaustão incluem:
- A área delimitada pela intersecção de uma linha e uma parábola é 4/3 da área do triângulo que tem a mesma base e altura;
- A área de uma elipse é proporcional à de um retângulo que tem lados iguais aos seus eixos;
- O volume de uma esfera é 4 vezes o de um cone de base e altura iguais ao seu raio;
- O volume de um cilindro equiláteo (de altura igual ao diâmetro) é 3/2 do de uma esfera com o mesmo diâmetro;
- A área delimitada por uma rotação espiral de uma reta é 1/3 da área de um círculo de raio igual ao comprimento da reta;
- O uso do método da exaustão também levou à primeira avaliação bem sucedida de séries geométricas.

Uma nova forma do método da exaustão prevê uma fórmula para avaliar a integral definida de qualquer função contínua:
{\displaystyle \int \limits _{a}^{b}{f(x)\,dx=\left({b-a}\right)}\sum \limits _{n=1}^{\infty }{\sum \limits _{m=1}^{2^{n}-1}{\left({-1}\right)^{m+1}}}2^{-n}f(a+m\left({b-a}\right)/2^{n}).}
Essa fórmula pode ser útil quando nenhuma antiderivada elementar existe. Também pode ser útil para ensinar cálculo integral.

## Conclusões
Sabemos que hoje em dia o Cálculo Integral é largamente usado em diversas áreas do conhecimento humano e aplicado para a solução de problemas não só de matemática, mas de Física, Química, Astronomia, Economia, por exemplo. Mas para se chegar a métodos refinados, como os de agora, o conhecimento matemático passou por diversas lapidações e contradições que duraram séculos para se resolverem. Arquimedes, pelas obras produzidas, pelo grau de rigor que se auto-exigia em suas demonstrações e pelo seu fabuloso raciocínio geométrico parecia ser um matemático que não condizia com o tempo em que vivia, pois, de longe, pensava muito além dos demais matemáticos contemporâneos, principalmente quando se falava em geometria. Sem dúvida alguma, a matemática arquimediana contribuiu bastante para o surgimento da matemática moderna, já que, partindo de seus postulados foi-se capaz de se chegar a resultados mais convincentes e elaborados e que não exigiam todo aquele rigor presente nos trabalhos de Arquimedes. Com relação ao método de exaustão, que já sabemos que foi criado por Eudoxo, Arquimedes foi quem o aplicou de maneira mais elegante, aproximando-se da atual e verdadeira integração. O que podemos concluir com isso, a sua influencia no desenvolvimento do conhecimento matemático. O interessante é que nenhum matemático clássico dizia: “vamos recorrer ao método de exaustão para encontrarmos a solução do problema”. De fato, esse termo (método de exaustão) é uma invenção tardia, por volta do século XVII. Mas, entender o método de exaustão e suas aplicações e resultados não é nada trivial. O que iremos encontrar nos livros referentes ao assunto são algumas poucas e repetidas informações, além de rigorosas demonstrações nada fácil de se interpretar e tirar conclusões. Isso vem a mostrar que grande parte das obras e dos manuscritos feitos por Arquimedes foram perdidos e o que se tem hoje em dia é fruto de espinhosas traduções e interpretações muitas vezes contraditórias. Conclui-se, assim, que não se pode dar uma ideia de sua obra traduzindo os resultados para a nossa linguagem, já que uma tradução desse tipo transformaria nosso texto em um fraco elenco de resultados facilmente dedutíveis mediante as técnicas refinadas que conhecemos atualmente. Então, para estudar e reconstruir as contribuições de Arquimedes é preciso mergulhar na sua rigorosa matemática da idade antiga.